# Rhaphidostegium philippinensis
Rhaphidostegium philippinensis là một loài rêu trong họ Sematophyllaceae. Loài này được R.S. Williams mô tả khoa học đầu tiên năm 1914.